# 鲍勃·卡尼
罗伯特·李·卡尼（英語：Robert Lee Carney，1932年8月3日—2011年11月9日），美国NBA联盟前职业篮球运动员。他在1954年的NBA选秀中第6轮第47顺位被密尔沃基鹰选中。